# Na sen
Na sen – pierwszy singiel Urszuli promujący jej album Biała droga. 
Ballada Urszuli, do której muzykę skomponowali Stanisław Zybowski i Jacek Dybek, a słowa napisali Urszula Kasprzak i Franciszek Serwatka. W 2015 Urszula zasugerowała, że utwór został splagiatowany przez chorwacką wokalistkę Severinę – piosenka została wydana pod tytułem „Prevara” na płycie „Djevojka sa sela” (1998). Jako autora muzyki zamiast Stanisława Zybowskiego wskazano Daniela Popovicia.

## Lista utworów
- „Na sen” (0:14/4:29/C)
- „Konik na biegunach” (0:06/3:06/C)

## Twórcy
- Urszula – wokal
- Stanisław Zybowski – gitara prowadząca
- Jacek Królik – gitara
- Sławomir Piwowar – keyboard
- Piotr Żaczek – gitara basowa
- Artur Malik – perkusja
- Rafał Paczkowski – realizator dźwięku
- Stanisław Zybowski – producent
- Grzegorz Piwkowski – mastering
- Jacek Poremba – zdjęcia

Nagrań dokonano od marca do maja 1995 w Studio Buffo w Warszawie.